# 아사쿠라시
아사쿠라시(일본어: 朝倉市)는 일본 후쿠오카현 중남부에 있는 시이다.

## 지리
후쿠오카현 중앙부에 있고 후쿠오카시에서 남동쪽으로 약 40km, 구루메시에서 북동쪽으로 약 20km 떨어진 곳에 위치한다. 시내를 북서쪽에서 남동쪽으로 가로지르는 최대 중요 간선도로인 국도 386호선이 지난다. 시의 남쪽은 분지이고, 북부와 북동부에 걸쳐서는 고쇼산을 비롯한 600~900m급 산들이 늘어서 있다. 이 산지 안에 후쿠오카시 등 주변 지구로의 수자원 공급을 담당하는 사내 댐·에가와 댐이 있다. 또 남쪽에는 시 경계를 따라 지쿠고강이 흐른다.
시 서단부에는 중심 상가와 중심 철도역이 입지하며 중심부에서 북동쪽으로 약 8km 떨어진 곳에 옛 조카마치(성시)인 아키즈키 지구가 있다. 아키즈키 지구는 "지쿠젠의 소(小)교토"라고 불리며 관광지가 되고 있다.

## 인접하는 자치체
- 후쿠오카현
  - 구루메시
  - 우키하시
  - 가마시
  - 아사쿠라군 지쿠젠정·도호촌
  - 미이군 다치아라이정
- 오이타현
  - 히타시

## 역사
가마쿠라 시대 이후 아키즈키씨가 17대에 걸쳐서 통치해 성시로 번창하였다. 그러나 1587년에 규슈로 쳐들어간 도요토미 히데요시에 패해 아키즈키씨는 휴가국으로 이봉되었다. 에도 시대에 들어서 1623년에 후쿠오카번을 통치하고 있던 구로다 나가마사의 유언으로 나가마사의 3남 구로다 나가오키가 아키즈키에 5만 석을 분봉받아 아키즈키번이 성립하였다. 이후 구로다씨의 통치가 메이지 시대의 폐번치현 때까지 이어졌다. 폐번치현으로 아키즈키현이 탄생해 현청 소재지가 되었지만 곧바로 후쿠오카현에 통합되었다.
- 1889년 4월 1일 - 정촌제 시행으로 야스군 아마기정·마다촌·가미아키즈키촌·아키즈키촌·야스카와촌, 시모쓰아사쿠라군 미나기촌, 가나가와촌·히나시로촌·후쿠다촌·다테이시촌, 가미쓰아사쿠라군 고보쿠촌·오바촌·후쿠나리촌·미야노촌·다이후쿠촌·하키촌·마쓰스에촌·구구미야촌·시와촌이 성립하였다.
- 1893년 12월 27일 - 아키즈키촌이 정으로 승격해 아키즈키정이 되었다.
- 1896년 2월 26일 - 군제 시행으로 모든 정촌들이 아사쿠라군에 속하게 되었다.
- 1909년 6월 15일 - 다이후쿠촌이 오바촌·후쿠나리촌과 신설 합병해 새로운 다이후쿠촌이 되었다.
- 1939년 4월 17일 - 하키촌이 정으로 승격해 하키정이 되었다.
- 1951년 4월 1일 - 하키정·마쓰스에촌·구구미야촌·시와촌이 신설 합병해 새로운 하키정이 되었다.
- 1954년 4월 1일 - 아마기정·아키즈키정·가미아키즈키촌·야스카와촌·다테이시촌·후쿠다촌·마다촌·히나시로촌·미나기촌·가나가와촌이 신설 합병하여 시로 승격해 아마기시가 되었다.
- 1955년 3월 10일 - 고보쿠촌이 아마기시에 편입되었다.
- 1955년 3월 31일 - 아사쿠라촌·미야노촌·다이후쿠촌이 신설 합병해 새로운 아사쿠라촌이 되었다.
- 1962년 4월 1일 - 아사쿠라촌이 정으로 승격해 아사쿠라정이 되었다.
- 2006년 3월 20일 - 아마기시·아사쿠라정·하키정 등 3개 시·정이 신설 합병해 아사쿠라시가 되었다.

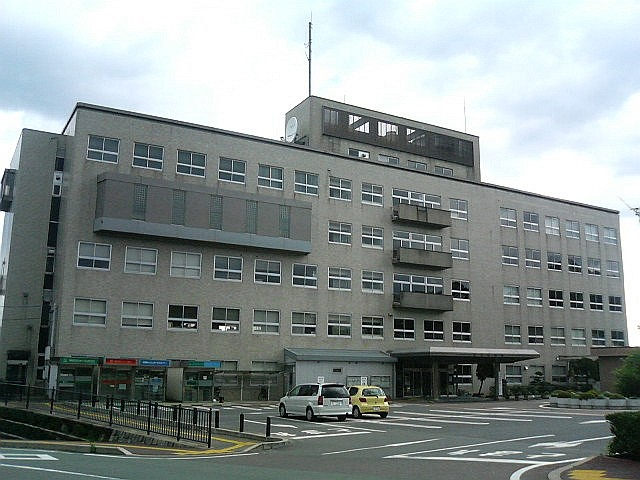
아사쿠라시청

## 교통

### 철도
- 서일본 철도 아마기선: 가미우라역~마다역~아마기역
- 아마기 철도 아마기선: 아마기역

### 도로
- 오이타 자동차도
- 국도 322호선
- 국도 386호선
- 국도 500호선

## 인구
| 연도                          | 인구   | ±%     |
| ----------------------------- | ------ | ------ |
| 1920                          | 56,148 | —      |
| 1925                          | 60,124 | +7.1%  |
| 1930                          | 62,723 | +4.3%  |
| 1935                          | 61,961 | −1.2%  |
| 1940                          | 61,683 | −0.4%  |
| 1945                          | 77,102 | +25.0% |
| 1950                          | 76,815 | −0.4%  |
| 1955                          | 76,687 | −0.2%  |
| 1960                          | 72,592 | −5.3%  |
| 1965                          | 68,575 | −5.5%  |
| 1970                          | 66,623 | −2.8%  |
| 1975                          | 64,982 | −2.5%  |
| 1980                          | 64,623 | −0.6%  |
| 1985                          | 65,128 | +0.8%  |
| 1990                          | 63,724 | −2.2%  |
| 1995                          | 62,593 | −1.8%  |
| 2000                          | 61,707 | −1.4%  |
| 2005                          | 59,385 | −3.8%  |
| 2010                          | 56,366 | −5.1%  |
| 2015                          | 52,444 | −7.0%  |
| 2020                          | 50,273 | −4.1%  |
| Asakura population statistics |        |        |

## 기후
| 아사쿠라시의 기후                                            | 아사쿠라시의 기후 | 아사쿠라시의 기후 | 아사쿠라시의 기후 | 아사쿠라시의 기후 | 아사쿠라시의 기후 | 아사쿠라시의 기후 | 아사쿠라시의 기후 | 아사쿠라시의 기후 | 아사쿠라시의 기후 | 아사쿠라시의 기후 | 아사쿠라시의 기후 | 아사쿠라시의 기후 | 아사쿠라시의 기후 |
| 월                                                           | 1월               | 2월               | 3월               | 4월               | 5월               | 6월               | 7월               | 8월               | 9월               | 10월              | 11월              | 12월              | 연간              |
| ------------------------------------------------------------ | ----------------- | ----------------- | ----------------- | ----------------- | ----------------- | ----------------- | ----------------- | ----------------- | ----------------- | ----------------- | ----------------- | ----------------- | ----------------- |
| 역대 최고 기온 °C (°F)                                       | 19.8 (67.6)       | 24.7 (76.5)       | 26.1 (79.0)       | 31.4 (88.5)       | 35.1 (95.2)       | 37.6 (99.7)       | 38.8 (101.8)      | 38.4 (101.1)      | 37.1 (98.8)       | 32.8 (91.0)       | 26.6 (79.9)       | 24.2 (75.6)       | 38.8 (101.8)      |
| 일평균 최고 기온 °C (°F)                                     | 9.8 (49.6)        | 11.5 (52.7)       | 15.3 (59.5)       | 20.9 (69.6)       | 25.8 (78.4)       | 28.2 (82.8)       | 31.8 (89.2)       | 33.2 (91.8)       | 29.4 (84.9)       | 24.2 (75.6)       | 18.1 (64.6)       | 12.1 (53.8)       | 21.7 (71.0)       |
| 일일 평균 기온 °C (°F)                                       | 4.7 (40.5)        | 6.0 (42.8)        | 9.4 (48.9)        | 14.4 (57.9)       | 19.2 (66.6)       | 22.9 (73.2)       | 26.8 (80.2)       | 27.4 (81.3)       | 23.6 (74.5)       | 17.9 (64.2)       | 12.1 (53.8)       | 6.7 (44.1)        | 15.9 (60.7)       |
| 일평균 최저 기온 °C (°F)                                     | 0.3 (32.5)        | 0.9 (33.6)        | 3.9 (39.0)        | 8.4 (47.1)        | 13.4 (56.1)       | 18.6 (65.5)       | 23.0 (73.4)       | 23.3 (73.9)       | 19.3 (66.7)       | 12.8 (55.0)       | 6.9 (44.4)        | 2.0 (35.6)        | 11.1 (51.9)       |
| 역대 최저 기온 °C (°F)                                       | −8.3 (17.1)       | −7.5 (18.5)       | −5.6 (21.9)       | −1.6 (29.1)       | 3.2 (37.8)        | 8.6 (47.5)        | 14.1 (57.4)       | 15.1 (59.2)       | 6.2 (43.2)        | 0.7 (33.3)        | −2.0 (28.4)       | −5.7 (21.7)       | −8.3 (17.1)       |
| 평균 강수량 mm (인치)                                        | 64.6 (2.54)       | 81.4 (3.20)       | 121.8 (4.80)      | 139.2 (5.48)      | 169.5 (6.67)      | 333.6 (13.13)     | 413.2 (16.27)     | 206.9 (8.15)      | 176.6 (6.95)      | 92.4 (3.64)       | 88.9 (3.50)       | 65.0 (2.56)       | 1,953 (76.89)     |
| 평균 강수일수 (≥ 1.0 mm)                                     | 9.0               | 9.1               | 10.9              | 10.1              | 9.0               | 13.3              | 12.9              | 10.6              | 9.5               | 7.0               | 8.5               | 8.6               | 118.5             |
| 평균 월간 일조시간                                           | 112.5             | 129.7             | 162.3             | 181.5             | 194.6             | 122.6             | 164.1             | 194.7             | 159.6             | 175.3             | 139.1             | 118.9             | 1,854.9           |
| 출처: 일본 기상청 (평년값: 1991년~2020년, 극값: 1977년~현재) |                   |                   |                   |                   |                   |                   |                   |                   |                   |                   |                   |                   |                   |